# Lichtensteinia interrupta
Lichtensteinia interrupta är en flockblommig växtart som först beskrevs av Carl Peter Thunberg, och fick sitt nu gällande namn av Otto Wilhelm Sonder. Lichtensteinia interrupta ingår i släktet Lichtensteinia och familjen flockblommiga växter. Inga underarter finns listade i Catalogue of Life.